# Neusprachliches Gymnasium
Das neusprachliche Gymnasium oder auch sprachliche Gymnasium ist ein Gymnasium mit mindestens drei Fremdsprachen, in dem  – anders als traditionellerweise im humanistischen Gymnasium  – mindestens zwei lebende Fremdsprachen, neben Englisch auch Französisch, Italienisch und/oder Spanisch unterrichtet werden. Teils wird an neusprachlichen Gymnasien noch Latein angeboten, nicht aber (Alt-)Griechisch.

## Vorläufer in Deutschland: Realgymnasien und Oberrealschulen
Vorläufer der heutigen neusprachlichen Gymnasien sind Realgymnasien und Oberrealschulen, die im 19. Jahrhundert als Alternativen zum altsprachlichen Gymnasium entstanden. Dazu wurden häufig bestehende sechsklassige Realschulen um eine dreijährige Oberstufe erweitert. Einrichtungen mit Lateinunterricht wurden in Preußen ab 1859 Realschulen 1. Ordnung, ab 1882 Realgymnasien genannt. Schulen ohne Latein hießen zunächst Realschule 2. Ordnung bzw. später Oberrealschule.
Im Gegensatz zu humanistischen Gymnasien, die mit Altgriechisch und Latein einen altphilologischen Schwerpunkt setzen, fokussierten sowohl Realgymnasien als auch Oberrealschulen auf die sog. Realien (Naturwissenschaften, Mathematik, moderne Sprachen). Die Stundentafeln unterschieden sich nur wenig.
Mit dem Hamburger Abkommen von 1965 wurden in der Bundesrepublik Deutschland alle Bildungseinrichtungen und damit auch die Realgymnasien, deren Abschluss (Reifezeugnis) den Zugang zur Universität ermöglichte, in „Gymnasium“ umbenannt.

## Österreich
In Österreich ist die neusprachliche Form – neben dem akademischen (humanistisch „altsprachlich“, mit Latein und Griechisch) und dem realistischen (naturwissenschaftlichen) Schulprofil – die dritte klassische Form des Gymnasiums als Allgemein bildende höhere Schule (AHS). Durch das Abnehmen der humanistischen Bildung gilt es heute als eine der zwei gymnasialen Hauptformen schlechthin, wenn nicht „wirtschaftskundlich“, „musisch“ oder ähnliches ausdrücklich dazugesagt wird. An den meisten Gymnasien gibt es einen neusprachlichen und einen realistischen Zweig nebeneinander, da es sich um keine prinzipiell unterschiedlichen Schulformen handelt, sondern Lehrpläne. Durch Schulschwerpunkte im Rahmen der Schulautonomie verschwimmen die Grenzen der einzelnen Schulprofile heute zunehmend.
Durchwegs ist Englisch die erste Fremdsprache, die Zweite entweder Latein oder meist Französisch, Italienisch, Spanisch, die Dritte ebenfalls, aber auch etliche andere – meist europäische – Sprachen, insbesondere auch die der Nachbarländer: Tschechisch, Slowakisch, Slowenisch oder Ungarisch. Die anerkannten Minderheitensprachen finden sich regional auch vorrangig. Die zweite und dritte Fremdsprache sind Wahlpflichtfach, daneben gibt es auch Freifächer für weitere Sprachen.
In der Haupt- und den meisten Wahlpflicht-Fremdsprachen kann maturiert werden, schriftlich wie mündlich (§ 8 (5) SchOG).

## Italien
In Italien werden an den Sprachengymnasien drei lebende Fremdsprachen und Latein angeboten. In Südtirol, wo an allen Schulen die jeweils andere Sprache als Zweitsprache unterrichtet wird, werden nur zwei weitere Fremdsprachen angeboten. Im Rest von Italien kann neben Englisch, Französisch, Deutsch und Spanisch auch Russisch, Chinesisch, Arabisch oder Japanisch angeboten werden.